# Maladera ferruginea
Maladera ferruginea är en skalbaggsart som beskrevs av Vincenz Kollar och Ludwig Redtenbacher 1849. Maladera ferruginea ingår i släktet Maladera och familjen Melolonthidae. Inga underarter finns listade i Catalogue of Life.